# Nguyễn Phúc Châu Hoàn
Nguyễn Phúc Châu Hoàn (chữ Hán: 阮福珠環; 1883 – ?), thường được gọi là Bà Chúa Tám, phong hiệu Tân Phong Công chúa (新豐公主), là một trong tám vị công chúa, con vua Dục Đức thuộc triều đại nhà Nguyễn trong lịch sử Việt Nam.

## Tiểu sử
Hoàng nữ Châu Hoàn sinh năm 1883, là con gái út của vua Dục Đức. Mẹ của Châu Hoàn là bà Tống Phúc Thị Ròn, xuất thân từ gia tộc Tống Phúc thị của bà Thừa Thiên Cao Hoàng hậu, Chính thất của vua Gia Long. Khi vua Dục Đức bị phế, các con của ông phải theo mẹ về quê. Đến khi vua Thành Thái lên ngôi mới cho đón mẹ là bà Phan Thị Điều và các anh chị em vào cung.
Năm Duy Tân thứ 3 (1909), bà Châu Hoàn được phong làm Tân Phong Công chúa (新豐公主).
Công chúa Tân Phong lấy chồng là phò mã Nguyễn Hữu Khâm, con trai thứ của Vĩnh Quốc công Nguyễn Hữu Độ. Phò mã Khâm còn một người anh là Nguyễn Hữu Tý, cũng lấy một bà công chúa, là Ngọc Lâm Công chúa Dĩ Ngu (con gái vua Đồng Khánh). Cả hai phò mã đều là em của bà Khôn Nguyên Thái hậu (chánh thất của Đồng Khánh). Phò mã Khâm mất vào ngày 16 tháng 11 năm 1935, trước bà Khôn Nguyên 3 ngày.
Không rõ công chúa Tân Phong mất vào năm nào. Theo quyển Hoàng tộc lược biên được biên soạn năm 1943 (dưới thời vua Bảo Đại) thì cả hai chị em công chúa Mỹ Lương và Tân Phong đều vẫn còn sống vào thời điểm này.
Theo lời kể của ông Nguyễn Ngọc Đương, công chúa Tân Phong lấy chồng vào năm 1907, sinh được 5 người con, và ông Đương chính là người con thứ tư của công chúa và phò mã Nguyễn Hữu Khâm. Một người con gái của hai vợ chồng công chúa Tân Phong là bà Nguyễn Hữu Bích Tiên, lấy chồng là Hoàng tùng đệ Nguyễn Phúc Vĩnh Cẩn, em họ của vua Bảo Đại.